# Pilosella saussureoides
Pilosella saussureoides là một loài thực vật có hoa trong họ Cúc. Loài này được Arv.-Touv. miêu tả khoa học đầu tiên năm 1873.